# Kawęczyn (condado de Garwolin)
Kawęczyn es un pueblo de Polonia, en Mazovia. Se encuentra en el distrito (Gmina) de Maciejowice, perteneciente al condado (Powiat) de Garwolin. Se encuentra aproximadamente a 4 km al este de Maciejowice, 25 km al sur de Garwolin, y a 73 km al sureste de Varsovia. 
Entre 1975 y 1998 perteneció al voivodato de Siedlce.